# Dona envoltada d'un vol d'ocells en la nit
Dona envoltada d'un vol d'ocells en la nit és un quadre realitzat per Joan Miró el 28 de maig de 1968 que actualment forma part de la col·lecció permanent de la Fundació Joan Miró de Barcelona, provinent d'una donació de Joan Miró a l'Ajuntament de Barcelona.
Una lona emprada durant la verema per al transport del raïm és l'esperó d'aquesta obra. El suport, que remet al pagès i a la terra, és un registre material del pas del temps i de la interacció de l'home amb la natura. Els marges de la lona defineixen un quadrat dins el quadrat de la tela en al·lusió a l'espai representacional de la pintura.

## Descripcions
L'obra incorpora la inscripció MIRÓ. / 28/V/68 / FEMME ENTOURÉE / D'UN VOL D'OISEAUX / DANS LA NUIT

## Exposicions destacades
- Joan Miró. Múnic: Haus der Kunst, 15 març-11 maig 1969
- Fundació Joan Miró. Centre d'Estudis d'Art Contemporani: Exposició d'obertura. 10 juny 1975. Barcelona: Fundació Joan Miró, 1975
- Joan Miró: Pintura. Madrid: Museo Español de Arte Contemporáneo, 4 maig-23 juliol 1978